# Ундер, Марие
Марие У́ндер (эст. Marie Under; 27 марта 1883[…], Ревель — 25 сентября 1980[…], Стокгольм) — эстонская поэтесса и переводчица
.

## Биография
На деревья льют тучи золото,

на полях туман цвета олова.

Я хожу-брожу в пышном клевере,

тяжко пахнущем в ночь на севере.
 

И шиповник снег сыплет розовый,

как усталые дети — грёзово

жаждут сна цветы. Стадо к дому в путь.

Тихо тихнет всё, чтоб уснуть, уснуть. 
 

(Перевод Игоря Северянина)
Марие Ундер родилась в семье учителя, родители были выходцами с острова Хийумаа. В 1891-1900 годах училась в частной немецкой женской школе в Ревеле. В 1902 году она выходит замуж и уезжает в Москву, где живёт до 1906 года, после чего возвращается в Ревель. Сочинять стихи начала в четырнадцатилетнем возрасте.
Свои стихи, написанные на немецком языке она подарила близкому другу, эстонскому художнику Антсу Лайкмаа. Лайкмаа убедил поэтессу писать по-эстонски. 2 августа 1904 г. газета «Постимеес» опубликовала первое стихотворение Марие Ундер «Как случилось…». Поэтесса пользовалась псевдонимом Мутти. В 1917 году вступает в литературную группу Сиуру, в этот период поэзия М. Ундер находится под сильным влиянием символизма. Стихотворения поэтессы становятся жизнерадостными, прославляют Любовь и Природу. После распада Сиуру входит в группу Тарапита. Большим успехом был вышедший в 1917 году её сборник «Сонеты».
В 1920—1930-е годы М. Ундер — одна из крупнейших эстонских мастеров слова. Поэт Игорь Северянин, живший в межвоенный период в эмиграции в Эстонии, издал поэтический сборник «Предцветение» из переведённых им на русский язык произведений Марии Ундер. Стихи Марии Ундер также переводила живущая в Эстонии русская поэтесса Елизавета Роос-Базилевская.
Моя весна – сейчас за Рождеством.

Давно, давно мне солнца не хватало:

сквозь запотелость рам лучей так мало,

и в скучной темноте мой дремлет дом.
 

Сквозь злые тучи, бури и метель

вам, ищущим глаза мои, от света

отвыкшие, – о, сколько вам привета!

Мглу улиц сдует красок карусель...
 

(Перевод Игоря Северянина)
В 1944 году, при наступлении Красной Армии и изгнании немецких войск из Эстонии, М. Ундер с семьёй эмигрировала в Швецию, где около года жила в лагере беженцев. В 1945 году перебралась в Стокгольм, где работала в одном из театральных музеев. Много переводила, в том числе с русского языка на эстонский, в частности, «Реквием» А. Ахматовой, стихотворения из «Доктора Живаго» Б. Пастернака. Занимала антикоммунистическую позицию, что послужило поводом для замалчивания её творчества в СССР на долгие годы. Умерла в Стокгольме в 1980 году.
Вошла в составленный в 1999 году по результатам письменного и онлайн-голосования список 100 великих деятелей Эстонии XX века.